# Ratimir (panonski knez)
Ratimir (popačeno tudi kot Ratimar) je bil v letih 829-838 slovanski knez v posavskem delu Spodnje Panonije.
O njegovi vladavini imamo le zelo skope podatke. Po odstavitvi Ljudevita Posavskega so v deželi za kratek čas zavladali Franki. Vendar so v letih 827-829 v panonski prostor vdrli Bolgari in odtlej je kot bolgarski vazal na tem področju vladal knez Ratimir, med tem, ko so Franki to deželo ves čas šteli za svojo interesno območje. Ko sta zaradi spora s prefektom Ratbodom k Ratimirju pribežala nekdanji nitranski knez Pribina in njegov sin Kocelj, je Ratbod lahko Ratimirjevo gostoljubnost imel za upor. To je bil povod, ki je Frankom omogočil nasilni prevzem oblasti. Ratbod je leta 838 kneževino zavzel, kar je pomenilo vsaj politični konec Ratimirja; Kocelj in Pribina pa sta iz področja južno od Save zbežala h karniolskemu grofu Salachu.